# Jean Adam Acker
Jean Adam Acker, auch Jean-Adam, Johann-Adam und Johann Adam Acker (* 1665; † 23. Mai 1745 in Straßburg) war ein deutscher Ofenbauer und Stadtkachler in Straßburg.

## Leben
Jean Adam Acker stammte aus Fulda. In Straßburg schuf er monumentale Öfen, die häufig in der Manufaktur seines Schwiegersohnes Paul Hannong bemalt wurden. Ein Exemplar befindet sich laut der Deutschen Biographie im Kirschgarten-Museum in Basel, ein anderes in der Würzburger Residenz ist nicht erhalten geblieben. 1731 gestaltete er die Öfen für das Hôtel du Grand Doyenné in Straßburg. Laut Hans Haug hatte Acker die Fassade seines Hauses in der Blauwolkengasse mit plastischen Ornamenten verziert.
Jean Adam Acker war dreimal verheiratet. Seine erste Ehe schloss er am 4. November 1691 mit Anne Maie [sic!] Mettler in Straßburg, die zweite am 5. Februar 1695 mit Marie Madeleine Neirdinger und die dritte mit Marie Elisabeth Weimer. Das Datum dieser dritten Eheschließung ist nicht bekannt; die erste Tochter Catherine Barbe wurde am 13. November 1714 geboren. Bis 1726 folgten fünf weitere Kinder.
Aus der Ehe der Catherine Barbe Acker mit Paul Hannong gingen 15 Kinder hervor, darunter Karl Franz Hannong, der erste Leiter der Frankenthaler Porzellanmanufaktur, Joseph Adam Hannong, der später deren Leitung übernahm, und Peter Anton (Pierre Antoine) Hannong, der ebenfalls in der Porzellanproduktion tätig war und unter anderem eine Fabrik in Paris gründete.